# Le Rebut global
 (mai 2023).
Le Rebut global est une émission de télévision québécoise de type télé réalité documentaire dont le but est de réaliser des projets écologiques. Commentée par Jacques Languirand, la série regroupe des jeunes du Québec et de France. Elle est diffusée sur Télé-Québec et sur France 5, et rediffusée sur TFO.

## Description
Le concept de la série Le Rebut global est amorcé par Marc St-Onge, concepteur et réalisateur de la série, alors qu'il visite un site de récupération de la région de Montréal. C'est en voyant des meubles quasi intacts et des objets parfaitement fonctionnels qu'il a l'idée de créer une série télévisée où l'on élabore des constructions exclusivement faites de matériaux recyclés.
En septembre 2004, une première série documentaire nommée Les artisans du Rebut global en référence au manifeste du Refus global, est diffusée sur Télé-Québec. Avant même la diffusion de l'émission, la chaine France 5 achète la série et la diffuse dès décembre 2004 sous le titre Les Artisans du futur. Puis des producteurs étrangers ont retenu une option visant l’adaptation du format télévisuel de série documentaire.
Depuis Télé-Québec, France 5 et Blue Storm Télé se sont associés pour tourner une deuxième série de treize émissions d'une heure nommée Les Citadins du Rebut global, une troisième série Les Compagnons du Rebut global, puis une quatrième Les Apprentis du Rebut global.

## Séries du Rebut global

### Les Artisans
La première série Le Rebut global se nomme Les Artisans du Rebut global et consiste en treize émissions de trente minutes. Diffusée en 2004 sur les chaînes de Télé-Québec et France 5, la série documentaire met au défi cinq participants. Ils doivent construire une maison au sommet du mont Arthabaska dans la région du Centre-du-Québec, avec des matériaux provenant exclusivement des rebuts. Les artisans ne disposent que d'un budget de 15 000 $ CAD et d'un plein d'essence pour le transport.

### Les Citadins
Toujours avec la collaboration des chaines Télé-Québec et France 5, la deuxième série Les Citadins du Rebut global en diffusée en 2005. Elle met au défi les cinq participants, trois québécois et deux français, de rénover un bâtiment délabré du quartier Sainte-Marie de Montréal, datant du XIXe siècle. Les Citadins ne disposent pour ce projet que d'un budget de 15 000 $ CAD et d'un plein d'essence pour le transport. Ils doivent créer un loft urbain avant-gardiste, en harmonie avec son environnement.

### Les Compagnons
Diffusée en 2007, la série Les Compagnons du Rebut global compte treize émissions de trente minutes et tentent le projet Habitat 07. Contrairement aux deux séries précédentes qui prônaient pour la réutilisation de rebuts, les sept participants volontaires ont pour objectif cette fois de construire un bâtiment neuf, original et contemporain où les aspects scientifiques et technologiques se côtoient afin de créer une œuvre moderne en matière d’énergie propre. La maison construite à Baie-Saint-Paul est alimentée uniquement par des énergies alternatives et des systèmes sanitaires autonomes.

### Les Apprentis
La quatrième saison est constituée de douze épisodes où dix-sept jeunes laissés-pour-compte du système scolaire développent une entreprise de récupération des déchets électroniques. La série présente des entrevues exclusives avec Sunita Narain du Centre pour la Science et l’Environnement (Inde), Hervé Kempf, journaliste en environnement au journal Le Monde, Jim Puckett du Basel Action Network (É.-U.), Ravi Agarwal de Toxics Link (Inde), etc. Cette quatrième saison a pour objectif la réutilisation des déchets de l’ère technologique dans laquelle nous vivons.